# 5 Batalion Saperów (1939)
5 batalion saperów (5 bsap) – pododdział saperów Wojska Polskiego II RP z okresu kampanii wrześniowej.
Batalion nie występował w pokojowej organizacji wojska. Został sformowany w 1939 przez 4 pułk saperów z Przemyśla w I rzucie mobilizacji powszechnej dla 5 Dywizji Piechoty. Brał udział w obronie Warszawy.

## Struktura i obsada etatowa
Dowództwo batalionu
dowódca – mjr Tadeusz Chlebowski
zastępca dowódcy – ppor Henryk Leiter
- 1 kompania saperów – kpt. Antoni Lewiński
- 2 kompania saperów – por. Franciszek Ochlik
- 3 zmotoryzowana kompania saperów – NN
- kolumna saperska – por. Tadeusz Pelc
- kolumna pontonowa – NN